# Fern Andra
Fern Andra właś. Vernal Edna Andrews (ur. 24 listopada 1893 w Watseka w stanie Illinois, zm. 8 lutego 1974 w Aiken w stanie Karolina Południowa) – amerykańska aktorka filmowa czasów kina niemego, jak również epizodycznie scenarzystka i producentka filmowa. 